# Колодиевка (Житомирская область)
Колоди́евка (укр. Колодіївка) — село на Украине, находится в Пулинском районе Житомирской области.
Код КОАТУУ — 1825486202. Население по переписи 2001 года составляет 216 человек. Почтовый индекс — 12045. Телефонный код — 4131. Занимает площадь 1,18 км².

## Адрес местного совета
12022, Житомирская область, Пулинский р-н, с. Ялыновка, ул. Першого мая, 1